# Metaseiulus plumipilis
Metaseiulus plumipilis är en spindeldjursart som först beskrevs av Denmark 1994.  Metaseiulus plumipilis ingår i släktet Metaseiulus och familjen Phytoseiidae. Inga underarter finns listade i Catalogue of Life.